# Hippotion rosae
Hippotion rosae là một loài bướm đêm thuộc họ Sphingidae, chi Hippotion.

## Phụ loài
- Hippotion rosae rosae
- Hippotion rosae guichardi Carcasson, 1968